# Mistrzostwa Polski Seniorów w Lekkoatletyce 2012
88. Mistrzostwa Polski Seniorów w Lekkoatletyce – zawody lekkoatletyczne, które odbyły się między 15 i 17 czerwca 2012 w Bielsku-Białej.
Kandydatami do organizacji mistrzostw były Bielsko-Biała oraz Toruń. Decyzję o przyznaniu praw do goszczenia imprezy podjęło Prezydium Polskiego Związku Lekkiej Atletyki 27 września 2011. Bielsko-Biała trzeci raz w historii będzie gospodarzem seniorskich mistrzostw Polski – poprzednio impreza ta odbyła się w tym mieście w 2003 oraz 2010.
Zawody w Bielsku-Białej były ostatnimi, na których zawodnicy mogli uzyskiwać minima do reprezentacji Polski na mistrzostwa Europy, które na przełomie czerwca i lipca odbyły się w Helsinkach.

## Rezultaty
| NR – rekord Polski \| CR – rekord mistrzostw Polski \| NUR – rekord Polski młodzieżowców (do lat 23) |
| NL – najlepszy tegoroczny wynik na polskich listach \| PB – rekord życiowy                           |

### Mężczyźni
| Konkurencja:                  | 1. miejsce                                                                             | Rezultat | 2. miejsce                                                                             | Rezultat   | 3. miejsce                                                                                        | Rezultat   |
| Bieg na 100 m                 | Dariusz Kuć SL WKS Zawisza Bydgoszcz                                                   | 10,20 SB | Kamil Kryński KS Podlasie Białystok                                                    | 10,33 PB   | Jakub Adamski OŚ AZS Poznań                                                                       | 10,45 PB   |
| Bieg na 200 m                 | Kamil Kryński KS Podlasie Białystok                                                    | 20,57    | Dariusz Kuć SL WKS Zawisza Bydgoszcz                                                   | 20,59 PB   | Jakub Adamski OŚ AZS Poznań                                                                       | 20,92 PB   |
| Bieg na 400 m                 | Piotr Wiaderek AZS-AWFiS Gdańsk                                                        | 45,46 PB | Marcin Marciniszyn WKS Śląsk Wrocław                                                   | 45,63 SB   | Kacper Kozłowski KS AZS UWM Olsztyn                                                               | 45,89 SB   |
| Bieg na 800 m                 | Adam Kszczot RKS Łódź                                                                  | 1:46,53  | Szymon Krawczyk KS AZS AWF Wrocław                                                     | 1:47,16 SB | Sebastian Smoliński MKS Start Lublin                                                              | 1:47,87 PB |
| Bieg na 1500 m                | Bartosz Nowicki WKS Śląsk Wrocław                                                      | 3:38,93  | Damian Roszko KS Podlasie Białystok                                                    | 3:39,94 PB | Łukasz Parszczyński KS Podlasie Białystok                                                         | 3:40,18    |
| Bieg na 5000 m                | Radosław Kłeczek KB Sporting Międzyzdroje                                              | 14:23,36 | Michał Bernardelli LŁKS Prefbet Śniadowo Łomża                                         | 14:24,95   | Marek Skorupa UKS Barnim Goleniów                                                                 | 14:25,09   |
| Bieg na 110 m przez płotki    | Artur Noga KS Warszawianka W-wa                                                        | 13,38 SB | Dominik Bochenek SL WKS Zawisza Bydgoszcz                                              | 13,76      | Mariusz Kubaszewski SL WKS Zawisza Bydgoszcz                                                      | 13,86      |
| Bieg na 400 m przez płotki    | Marek Plawgo KS Warszawianka W-wa                                                      | 49,96    | Robert Bryliński OŚ AZS Poznań                                                         | 50,67 PB   | Jarosław Cichosz AZS-AWFiS Gdańsk                                                                 | 51,38 SB   |
| Bieg na 3000 m z przeszkodami | Łukasz Parszczyński KS Podlasie Białystok                                              | 8:26,55  | Łukasz Oślizło AZS-AWF Katowice                                                        | 8:27,64 PB | Krystian Zalewski UKS Barnim Goleniów                                                             | 8:30,82    |
| Sztafeta 4 × 100 m            | KS Podlasie Białystok Grzegorz Kossakowski Damian Czykier Kamil Bijowski Kamil Kryński | 40,06    | KS AZS AWF Kraków Sebastian Bednarczyk Maciej Brzeziński Marcin Nowak Mateusz Jędrusik | 40,22      | KS AZS UMCS Lublin Robert Matuszak Rafał Koszyk Mateusz Biegajo Paweł Dzikowski                   | 40,32 SB   |
| Sztafeta 4 × 400 m            | WKS Śląsk Wrocław Daniel Dąbrowski Piotr Klimczak Łukasz Krawczuk Marcin Marciniszyn   | 3:07,14  | KS AZS AWFiS Gdańsk Jarosław Cichosz Łukasz Domagała Igor Bogusz Piotr Wiaderek        | 3:08,06 SB | KS Podlasie Białystok Łukasz Wilamowski Grzegorz Kossakowski Bartłomiej Chojnowski Damian Czykier | 3:08,58 SB |
| Chód na 20 km                 | Grzegorz Sudoł KS AZS AWF Kraków                                                       | 1:24:27  | Łukasz Nowak OŚ AZS Poznań                                                             | 1:24:30    | Dawid Tomala AZS-AWF Katowice                                                                     | 1:24:36    |
| Skok wzwyż                    | Szymon Kiecana KS Agros Zamość                                                         | 2,28     | Wojciech Theiner AZS-AWF Katowice                                                      | 2,19       | Piotr Śleboda GKS Olimpia Grudziądz                                                               | 2,16       |
| Skok o tyczce                 | Łukasz Michalski SL WKS Zawisza Bydgoszcz                                              | 5,60     | Przemysław Czerwiński OSOT Szczecin                                                    | 5,30       | Mateusz Łoś AZS AWF Wrocław                                                                       | 4,90       |
| Skok w dal                    | Tomasz Jaszczuk MKS Pogoń Siedlce                                                      | 8,05 SB  | Konrad Podgórski KS AZS-AWF Biała Podlaska                                             | 7,87       | Krzysztof Lewandowski MKL Szczecin                                                                | 7,66 SB    |
| Trójskok                      | Karol Hoffmann MKS Aleksandrów Łódzki                                                  | 16,98 PB | Adrian Świderski WKS Śląsk Wrocław                                                     | 16,50      | Michał Lewandowski SL WKS Zawisza Bydgoszcz                                                       | 16,14      |
| Pchnięcie kulą                | Tomasz Majewski AZS-AWF Warszawa                                                       | 21,07    | Damian Kusiak KS AZS-AWF Biała Podlaska                                                | 19,81      | Mateusz Mikos KS AZS AWF Kraków                                                                   | 19,40 PB   |
| Rzut dyskiem                  | Piotr Małachowski WKS Śląsk Wrocław                                                    | 66,89    | Przemysław Czajkowski KS AZS-AWF Biała Podlaska                                        | 63,47      | Robert Urbanek MKLA Łęczyca                                                                       | 62,85      |
| Rzut młotem                   | Paweł Fajdek KS Agros Zamość                                                           | 80,32    | Szymon Ziółkowski OŚ AZS Poznań                                                        | 78,25      | Wojciech Nowicki KS Podlasie Białystok                                                            | 72,93      |
| Rzut oszczepem                | Igor Janik AZS-AWFiS Gdańsk                                                            | 81,31    | Paweł Roziński SKLA Słupsk                                                             | 78,48 SB   | Łukasz Grzeszczuk AZS-AWF Warszawa                                                                | 77,67      |

### Kobiety
| Konkurencja:                  | 1. miejsce                                                                                     | Rezultat   | 2. miejsce                                                                                    | Rezultat   | 3. miejsce                                                                                | Rezultat   |
| Bieg na 100 m                 | Daria Korczyńska WKS Śląsk Wrocław                                                             | 11,39 SB   | Marta Jeschke SKLA Sopot                                                                      | 11,42 SB   | Marika Popowicz SL WKS Zawisza Bydgoszcz                                                  | 11,43 SB   |
| Bieg na 200 m                 | Marika Popowicz SL WKS Zawisza Bydgoszcz                                                       | 23,18      | Ewelina Ptak WKS Śląsk Wrocław                                                                | 23,26      | Anna Kiełbasińska AZS-AWF Warszawa                                                        | 23,29      |
| Bieg na 400 m                 | Agata Bednarek AZS Łódź                                                                        | 52,41 PB   | Iga Baumgart BKS Bydgoszcz                                                                    | 52,75 PB   | Justyna Święty AZS-AWF Katowice                                                           | 52,81 PB   |
| Bieg na 800 m                 | Angelika Cichocka ULKS Talex Borzytuchom                                                       | 2:01,71 SB | Ewelina Sętowska-Dryk AZS-AWF Warszawa                                                        | 2:02,54    | Danuta Urbanik KKS Victoria Stalowa Wola                                                  | 2:04,39    |
| Bieg na 1500 m                | Renata Pliś MKL Maraton Świnoujście                                                            | 4:06,96    | Lidia Chojecka MKS Pogoń Siedlce                                                              | 4:07,86    | Danuta Urbanik KKS Victoria Stalowa Wola                                                  | 4:08,32 PB |
| Bieg na 5000 m                | Wioletta Frankiewicz KS AZS AWF Kraków                                                         | 15:50,70   | Iwona Lewandowska LKS Vectra-DGS Włocławek                                                    | 15:55,10   | Dominika Nowakowska LKB im. Braci Petk Lębork                                             | 15:58,32   |
| Bieg na 3000 m z przeszkodami | Katarzyna Kowalska LKS Vectra-DGS Włocławek                                                    | 9:49,34    | Matylda Szlęzak KS AZS AWF Kraków                                                             | 10:00,33   | Antonina Behnke UKS Barnim Goleniów                                                       | 10:09,00   |
| Bieg na 100 m przez płotki    | Urszula Bhebhe AZS-AWF Warszawa                                                                | 13,34 PB   | Karolina Kołeczek UKS Trójka Sandomierz                                                       | 13,43 PB   | Karolina Jaroszek RLTL ZTE Radom                                                          | 13,53 PB   |
| Bieg na 400 m przez płotki    | Anna Jesień LŁKS Prefbet Śniadowo Łomża                                                        | 55,74      | Tina Matusińska AZS-AWF Katowice                                                              | 55,87 PB   | Aneta Jakóbczak WKS Śląsk Wrocław                                                         | 57,20 PB   |
| Sztafeta 4 × 100 m            | AZS-AWFiS Gdańsk Daria Grzegorzewska Paulina Klawiter Zuzanna Leszczyńska Katarzyna Wesołowska | 45,77 SB   | KS AZS AWF Wrocław Joanna Linkiewicz Milena Pędziwiatr Katarzyna Romaszko Ewa Zarębska        | 45,84      | UKS 19 Bojary Białystok Ayla Kisiel Klaudia Konopko Magda Malinowska Katarzyna Sokólska   | 45,91 SB   |
| Sztafeta 4 × 400 m            | KS AZS-AWF Katowice Izabela Sosnowska Jolanta Handzlik Justyna Święty Tina Matusińska          | 3:35,97 SB | KS AZS-AWFiS Gdańsk Katarzyna Wesołowska Agnieszka Karpiesiuk Emilia Ankiewicz Syntia Ellward | 3:37,40 SB | KS AZS-AWF Warszawa Ewelina Sętowska-Dryk Monika Harasim Urszula Bhebhe Anna Kiełbasińska | 3:41,66    |
| Chód na 20 km                 | Paulina Buziak OTG Sokół Mielec                                                                | 1:36:10    | Agnieszka Szwarnóg KS AZS AWF Kraków                                                          | 1:37:19    | Katarzyna Kwoka UKS Technik Radom                                                         | 1:37:50    |
| Skok wzwyż                    | Izabela Mikołajczyk WKS Śląsk Wrocław                                                          | 1,89       | Karolina Gronau MKS Start Lublin                                                              | 1,89 SB    | Kamila Stepaniuk KS Podlasie Białystok                                                    | 1,86       |
| Skok o tyczce                 | Monika Pyrek OSOT Szczecin                                                                     | 4,45       | Agnieszka Kolasa SKLA Sopot                                                                   | 4,30 =PB   | Karmen Bunikowska AZS-AWFiS Gdańsk                                                        | 4,00 SB    |
| Skok w dal                    | Teresa Dobija AZS Łódź                                                                         | 6,65 SB    | Anna Jagaciak MKS Juvenia Puszczykowo                                                         | 6,61 SB    | Małgorzata Reszka SL WKS Zawisza Bydgoszcz                                                | 6,39 SB    |
| Trójskok                      | Małgorzata Trybańska KS AZS AWF Kraków                                                         | 13,88 SB   | Anna Jagaciak MKS Juvenia Puszczykowo                                                         | 13,86 =SB  | Anna Zych KS AZS-AWF Biała Podlaska                                                       | 13,53      |
| Pchnięcie kulą                | Paulina Guba OKS Start Otwock                                                                  | 17,47 PB   | Agnieszka Dudzińska KS AZS-AWF Biała Podlaska                                                 | 17,00 PB   | Anna Wloka LUKS Podium Kup                                                                | 15,66      |
| Rzut dyskiem                  | Joanna Wiśniewska LKS Polkowice                                                                | 61,92      | Żaneta Glanc OŚ AZS Poznań                                                                    | 60,80      | Wioletta Potępa WKS Śląsk Wrocław                                                         | 59,56      |
| Rzut młotem                   | Anita Włodarczyk RKS Skra Warszawa                                                             | 74,71      | Joanna Fiodorow OŚ AZS Poznań                                                                 | 70,34      | Małgorzata Zadura AZS-AWF Warszawa                                                        | 64,78      |
| Rzut oszczepem                | Magdalena Czenska AZS-AWF Warszawa                                                             | 57,22 PB   | Urszula Jakimowicz SKLA Sopot                                                                 | 54,56      | Marta Kąkol AZS-AWFiS Gdańsk                                                              | 53,91 PB   |

## Pozostałe konkurencje

### Biegi przełajowe
84. Mistrzostwa Polski Seniorów w Biegach Przełajowych odbyły się 10 marca w Leśnym Parku Kultury i Wypoczynku w Bydgoszczy – zawodnicy rywalizowali na trasie, która w przyszłym roku gościć będzie uczestników mistrzostw świata w biegach przełajowych.
W rywalizacji kobiet złote medale zdobyły zwyciężczynie mistrzostw z 2011 – bieg na 4 kilometry wygrała Katarzyna Broniatowska, a rywalizację na 8 kilometrów wygrała Katarzyna Kowalska, dla której był to już piąty z rzędu złoty medal mistrzostw Polski w biegach na przełaj. W krótkim biegu mężczyzn zwyciężył Mateusz Demczyszak przed swoim klubowym kolegą Bartoszem Nowickim. Bieg na 12 kilometrów mężczyzn zakończył się zwycięstwem Tomasza Szymkowiaka – zawodnik klubu Orkan Września zdobył tym samym dziewiąty w karierze tytuł mistrza Polski.

#### Mężczyźni
| Konkurencja:            | 1. miejsce                            | Rezultat | 2. miejsce                            | Rezultat | 3. miejsce                                | Rezultat |
| Bieg przełajowy (4 km)  | Mateusz Demczyszak WKS Śląsk Wrocław  | 11:43    | Bartosz Nowicki WKS Śląsk Wrocław     | 11:45    | Artur Olejarz ZLKL Zielona Góra           | 11:50    |
| Bieg przełajowy (12 km) | Tomasz Szymkowiak LUKS Orkan Września | 37:03    | Krystian Zalewski UKS Barnim Goleniów | 37:08    | Radosław Kłeczek KB Sporting Międzyzdroje | 37:14    |

#### Kobiety
| Konkurencja:           | 1. miejsce                                  | Rezultat | 2. miejsce                                    | Rezultat | 3. miejsce                             | Rezultat |
| Bieg przełajowy (4 km) | Katarzyna Broniatowska KS AZS AWF Kraków    | 13:50    | Dominika Nowakowska LKB im. Braci Petk Lębork | 13:53    | Aleksandra Jakubczak KS Agros Zamość   | 13:57    |
| Bieg przełajowy (8 km) | Katarzyna Kowalska LKS Vectra-DGS Włocławek | 27:59    | Urszula Nęcka MKS-MOS Płomień Sosnowiec       | 28:38    | Aleksandra Lisowska KS AZS UWM Olsztyn | 28:49    |

### Chód na 50 km
Zawody o mistrzostwo Polski w chodzie sportowym mężczyzn na 50 kilometrów odbyły się w miejscowości Dudince na południu Słowacji 24 marca. Do mistrzostw zgłoszono 10 chodziarzy.
Złoty medal, pierwszy w karierze, zdobył Łukasz Nowak – chodziarz AZSu Poznań wynikiem 3:44:24 wyrównał pochodzący z 1993 rekord mistrzostw Polski. Linię mety chodu na 50 kilometrów przekroczyło tylko trzech z dziesięciu zgłoszonych do zawodów Polaków – część zawodników zgłoszonych do mistrzostw kraju w Dudincach zdecydowało się zmienić dystans i ostatecznie nie wystartowało do najdłuższego dystansu chodziarskiego.
Mistrzostwa Polski odbyły się w ramach mityngu Dudinská Päťdesiatka 2012, podczas którego o medale mistrzostw kraju w chodzie na 50 kilometrów oprócz Polaków walczyli także Czesi, Łotysze, Słowacy oraz Węgrzy.
| Konkurencja:  | 1. miejsce                 | Rezultat | 2. miejsce                     | Rezultat | 3. miejsce                      | Rezultat |
| Chód na 50 km | Łukasz Nowak OŚ AZS Poznań | 3:44:24  | Rafał Sikora KS AZS AWF Kraków | 3:46:52  | Rafał Goławski WLKS Iganie Nowe | 4:29:13  |

### Półmaraton
W sezonie 2012 mistrzostwa w biegu półmaratońskim zostały rozegrane osobno dla kobiet i mężczyzn – panie rywalizowały 25 marca w Warszawie, a panowie 9 września w Pile.
Start i meta biegu kobiet, który odbył się w ramach 7. Półmaratonu Warszawskiego, miały miejsce w rejonie warszawskiego Stadionu Narodowego.
| Konkurencja:          | 1. miejsce                                 | Rezultat | 2. miejsce                             | Rezultat | 3. miejsce                            | Rezultat |
| Mężczyźni (9.09.2012) | Arkadiusz Gardzielewski WKS Śląsk Wrocław  | 1:04:04  | Marcin Błaziński WKB Meta Lubliniec    | 1:04:21  | Damian Kabat SL WKS Zawisza Bydgoszcz | 1:06.29  |
| Kobiety (25.03.2012)  | Aleksandra Jawor CKS Budowlani Częstochowa | 1:14:36  | Agnieszka Gortel-Maciuk TS AKS Chorzów | 1:15:11  | Izabela Trzaskalska AZS UMSC Lublin   | 1:16:18  |

### Maraton
W sezonie 2012 mistrzostwa w biegu maratońskim zostały rozegrane osobno dla kobiet i mężczyzn – 82. Mistrzostwa Polski Mężczyzn w Maratonie odbyły się w Dębnie 15 kwietnia, a 32. Mistrzostwa Polski Kobiet w Maratonie rozegrane zostały w Warszawie 30 września.
Wśród mężczyzn złoty medal w biegu maratońskim (w swoim pierwszym starcie na tym dystansie) zdobył zawodnik AZS-AWF Warszawa Yared Shegumo, a 39. Maraton Dębno wygrał Kenijczyk David Metto. Mistrzostwa wśród kobiet rozegrano w ramach Maratonu Warszawskiego – zwyciężyła Agnieszka Ciołek zdobywając tym samym złoto mistrzostw Polski.
| Konkurencja:           | 1. miejsce                       | Rezultat | 2. miejsce                         | Rezultat | 3. miejsce                       | Rezultat |
| Mężczyźni (15.04.2012) | Yared Shegumo AZS AWF Warszawa   | 2:15:19  | Radosław Dudycz KS Team Run Gdańsk | 2:15:47  | Piotr Pałka KS Piętka Katowice   | 2:19:31  |
| Kobiety (30.09.2012)   | Agnieszka Ciołek AZS-AWF Wrocław | 2:34:15  | Katarzyna Durak LUKS Żórawina      | 2:41:52  | Ewa Kucharska MKS Iskra Pszczyna | 2:46:37  |

### Bieg na 10 000 metrów
Mistrzostwa Polski w biegu na 10 000 metrów odbyły się na nowym stadionie w Mikołowie 21 kwietnia. Zawody były pierwszą okazją do zdobywania minimów na tym dystansie do reprezentacji na mistrzostwa Europy w Helsinkach oraz igrzyska olimpijskie w Londynie.
Złoty medal w biegu mężczyzn wywalczył Łukasz Parszczyński, który dopiero drugi raz w karierze wystartował na dystansie 10 000 metrów. W rywalizacji kobiet przez większość dystansu prowadzeniem wymieniały się Wioletta Frankiewicz oraz Iwona Lewandowska – ostatecznie złoty medal (drugi w karierze w biegu na 10 000 metrów) zdobyła Frankiewicz.
| Konkurencja: | 1. miejsce                                | Rezultat | 2. miejsce                         | Rezultat | 3. miejsce                          | Rezultat |
| Mężczyźni    | Łukasz Parszczyński KS Podlasie Białystok | 28:54,33 | Łukasz Oślizło AZS-AWF Katowice    | 28:57,12 | Marek Skorupa UKS Barnim Goleniów   | 29:15,58 |
| Kobiety      | Wioletta Frankiewicz AZS-AWF Kraków       | 34:06,38 | Iwona Lewandowska Vectra Włocławek | 34:07,01 | Katarzyna Kowalska Vectra Włocławek | 34:11,78 |

### Wieloboje
Mistrzostwa kraju w wielobojach lekkoatletycznych seniorów rozegrano na zmodernizowanym stadionie w Białogardzie 26 i 27 maja. Gospodarz imprezy został wybrany przez Zarząd Polskiego Związku Lekkiej Atletyki 25 stycznia 2012.
Wraz z seniorami o medale mistrzostw Polski w wielobojach rywalizowali juniorzy.
| Konkurencja:           | 1. miejsce                            | Rezultat  | 2. miejsce                                             | Rezultat  | 3. miejsce                                 | Rezultat  |
| Dziesięciobój mężczyzn | Paweł Wiesiołek KS Warszawianka W-wa  | 7342 pkt. | Krzysztof Plaskota AZS KU Politechniki Opolskiej Opole | 7252 pkt. | Szymon Czapiewski SL WKS Zawisza Bydgoszcz | 7188 pkt. |
| Siedmiobój kobiet      | Izabela Mikołajczyk WKS Śląsk Wrocław | 5968 pkt. | Agnieszka Borowska LKS Zantyr Sztum                    | 5505 pkt. | Karolina Kędzia KS AZS AWF Wrocław         | 5485 pkt. |

### Bieg na 10 km
Zawody w biegu ulicznym na 10 kilometrów zaplanowano w Bielsku-Białej (panie) i Gdańsku (panowie). 27 maja w Bielsku-Białej w ramach 20. Biegu Fiata rozegrane zostały pierwsze w historii mistrzostwa Polski kobiet w biegu ulicznym na 10 kilometrów. Mężczyźni o medale mistrzostw rywalizowali po raz trzeci w historii, a zawody ponownie odbyły się w Gdańsku w ramach biegu św. Dominika (4 sierpnia). Bieg św. Dominika wygrał Kenijczyk Martin Mukule (29:21) przed swoim rodakiem Allanem Ndiwą (29:23), zaś złoto mistrzostw Polski zdobył Artur Kozłowski (29:31).
| Konkurencja:          | 1. miejsce                                 | Rezultat | 2. miejsce                            | Rezultat | 3. miejsce                                    | Rezultat |
| Mężczyźni (4.08.2012) | Artur Kozłowski MULKS MOS Sieradz          | 29:31    | Arkadiusz Gardzielewski Śląsk Wrocław | 29:42    | Artur Kern Unia Hrubieszów                    | 29:48    |
| Kobiety (27.05.2012)  | Iwona Lewandowska LKS Vectra-DGS Włocławek | 33:34    | Karolina Jarzyńska KS Piętka Katowice | 33:46    | Dominika Nowakowska LKB im. Braci Petk Lębork | 34:37    |

### Bieg na 5 km
1. Otwarte Mistrzostwa Polski w biegu na 5 kilometrów zostały rozegrane 2 czerwca w Warszawie w ramach 6. Biegu Ursynowa i były częścią Dni Ursynowa zorganizowanych z okazji 35 urodzin dzielnicy. Start i meta biegu zlokalizowane były w alei Komisji Edukacji Narodowej przy Urzędzie Dzielnicy Ursynów. Złote medale zdobyli Henryk Szost oraz Dominika Nowakowska.
| Konkurencja: | 1. miejsce                                    | Rezultat | 2. miejsce                              | Rezultat | 3. miejsce                       | Rezultat |
| Mężczyźni    | Henryk Szost WKS Grunwald Poznań              | 13:59    | Jakub Nowak LŁKS Prefbet Śniadowo Łomża | 14:08    | Artur Kern MKS Unia Hrubieszów   | 14:10    |
| Kobiety      | Dominika Nowakowska LKB im. Braci Petk Lębork | 15:52    | Karolina Jarzyńska KS Piętka Katowice   | 15:52    | Agnieszka Ciołek AZS-AWF Wrocław | 16:21    |

### Bieg 24-godzinny
5. Mistrzostwa Polski w biegu 24-godzinnym (po raz 3. rywalizacja kobiet także miała rangę mistrzostw kraju) odbyły się w Katowicach 9 i 10 czerwca, a ich organizatorem była Akademia Wychowania Fizycznego im. Jerzego Kukuczki w Katowicach – zawody były próbą przed wrześniowymi mistrzostwami świata w biegu 24-godzinnym, których gospodarzem trzy miesiące później także były Katowice.
| Konkurencja: | 1. miejsce                           | Rezultat     | 2. miejsce                           | Rezultat     | 3. miejsce                           | Rezultat     |
| Mężczyźni    | Marcin Sieja Agros Żary              | 247 km 23 m  | Piotr Sawicki AKL Ursynów            | 238 km 919 m | Andrzej Radzikowski LKS Olymp Błonie | 235 km 542 m |
| Kobiety      | Aleksandra Niwińska AZS-AWF Katowice | 206 km 864 m | Alicja Banasiak Sprint Bielsko-Biała | 193 km 296 m | Agnieszka Mizera AZS-AWF Katowice    | 187 km 26 m  |